# NGC 5328
NGC 5328 (другие обозначения — ESO 445-67, MCG -5-33-28, PGC 49307) — эллиптическая галактика (E1) в созвездии Гидра.
Этот объект входит в число перечисленных в оригинальной редакции «Нового общего каталога».